# Віллем Віттевеен
Віллем Йоганнес Віттевеен (нід. Willem Johannes Witteveen; нар. 5 травня 1952, Роттердам, Нідерланди — пом. 17 липня 2014, Грабове, Донецька область, Україна) — нідерландський юрист і політичний діяч з Партії праці; член Сенату Нідерландів.

## Біографія
Віттевеен народився 5 травня 1952 року в місті Роттердам в Нідерландах. Він син ліберального політика Йохана Віттевеена. Пішов до початкової школи в Роттердамі та в середню школу в Вассенаарі.
Вивчав право в Лейденському університеті. З 1979 по 1989 він працював ученим в Університеті Лейдена. 1 червня 1988 отримав докторський ступінь. З 1990 до своєї смерті мав звання професора юриспруденції в Університеті Тілбурга.
Віттевеен був членом Партії праці з 1994 року. Він був членом Сенату з 1999 по 2007 рік. На виборах 2007 і 2012 років він був на невиборчій позиції в списку кандидатів. З 2013 року знову став сенатором.
Був вбитий 17 липня 2014, в авіакатастрофі поблизу Грабового, коли летів на відпочинок до Малайзії разом з дружиною Лідвін і дочкою Маріт. У нього залишився син.